# ۴۵پی/هوندا–مرکوس–پادوشاکوا
۴۵پی/هوندا–مرکوس–پادوشاکوا یک دنباله‌دار کوتاه دوره است که از طرف مینورو هوندا در تاریخ ۳ دسامبر ۱۹۴۸ کشف شد.  این نام از مینورو هوندا ، آنتونین مرکوس و ژودمیلا پادوشاکوا به دست آمده . بعد از آن این جسم در مداری بیضی مانند به دور خورشید با دوره ۲۵/۵ سال می چرخد. قطر هسته آن ۱.۳ کیلومتر می باشد.  بعدها در تاریخ ۱۹ و ۲۰ آگوست ۲۰۱۱، پانزدهمین دنباله دار می شود که از طرف تلسکوپ رادار زمینی شناسایی گردیده شده. 